# Mojito Football Club
Mojito Football Club è il terzo studio-album del gruppo fiorentino Bandabardò.

## Tracce
1. Povera Consuelo – 3:11
2. 20 bottiglie di vino – 3:00
3. Vento in faccia #1 – 3:35
4. Cosa voleva dire – 3:52
5. Pianeta terra – 3:03
6. Domani – 3:50
7. Finaz Drom #1 – 2:28
8. Il muro del canto – 5:16
9. Novità – 3:43
10. Pedro – 3:04
11. Mojito F.C. – 4:15
12. Vento in faccia #2 – 4:26

## Formazione
Gruppo
- Erriquez - Voce, chitarra ritmica
- Finaz - Chitarra elettrica, chitarra acustica, chitarra semiacustica, cori
- Orla - Chitarra acustica, cori
- Don Bachi - Contrabbasso, cori
- Nuto - Batteria, grancassa
- Paolino - Percussioni, synth, cori

### Produzione
- Gianni Maroccolo - produttore
- Valerio Soave - produttore esecutivo
- Giovanni Gasparini - editing e master
- Federico Bortolozzo - assistente editing
- Andrea Rovacchi - registrazioni e mix
- Cantax - assistente di registrazione, suoni

### Copertina
- Riccardo Pocci - copertina, foto e disegni
- Atelier ABC (To) - Desing
- Nicola Bertagni - copertina